# Општина Скиту (Ђурђу)
Скиту (рум. Schitu) општина је у Румунији у округу Ђурђу.
Oпштина се налази на надморској висини од 90 m.